# 스티나 블락스테니우스
엠마 스티나 블락스테니우스(스웨덴어: Emma Stina Blackstenius, 1996년 2월 5일 ~ )는 스웨덴의 여자 축구 선수이다. 포지션은 공격수이며, 현재 아스널 WFC 소속이다.

## 클럽 경력
바스테나 GIF에서 선수 생활을 시작했으며 2012 디비시온 3 시즌에서는 38골을 기록하여 최다 득점자에 올랐다. 2013 시즌을 앞두고 다말스벤스칸 소속 클럽인 린셰핑 FC에 입단했으며 2013 다말스벤스칸 시즌에서 8골, 도움 3개를 기록했다. 2014년 1월에는 린셰핑 FC와의 계약을 3년 연장했다.
2017년부터 2019년까지 프랑스 디비지옹 1 페미닌 소속 클럽인 몽펠리에 HSC 소속으로 뛰었고 2016-17 디비지옹 1 페미닌 시즌에서는 몽펠리에 HSC의 준우승에 기여했다. 2019년에 린셰핑 FC로 복귀했다.

## 국가대표 경력
이스라엘에서 개최된 2015년 UEFA U-19 여자 축구 선수권 대회에서 6골을 기록하여 스웨덴의 우승에 기여했으며 2015년 10월 27일에 열린 덴마크와의 UEFA 여자 유로 2017 예선 경기에 처음 출전했다.
2016년 4월 8일에 열린 슬로바키아와의 UEFA 여자 유로 2017 예선 경기에서 자신의 국가대표팀 첫 골을 기록했다. 2016년 리우데자네이루 하계 올림픽에서는 미국과의 8강전 경기, 독일과의 결승전 경기에서 각각 1골씩을 기록하여 스웨덴의 은메달 획득에 기여했다.
네덜란드에서 개최된 UEFA 여자 유로 2017에서는 러시아와의 조별 예선 경기, 이탈리아와의 조별 예선 경기에서 각각 1골씩을 기록하여 스웨덴의 8강전 진출에 기여했다. 프랑스에서 개최된 2019년 FIFA 여자 월드컵에서는 캐나다와의 16강전 경기, 독일과의 8강전 경기에서 1골씩을 기록하면서 스웨덴이 3위를 차지하는 데에 기여했다.

## 수상

### 클럽
린셰핑 FC
- 다말스벤스칸 1회 우승 (2016)
- 여자 스벤스카 쿠펜 2회 우승 (2013-14, 2014-15)

### 국가대표
- 2015년 UEFA U-19 여자 축구 선수권 대회 우승
- 2016년 리우데자네이루 하계 올림픽 여자 축구 은메달
- 2019년 FIFA 여자 월드컵 3위